# Kinoteatr miejski w Bielsku-Białej
Kinoteatr miejski – neobarokowo–secesyjny budynek, który znajdował się w centrum Bielsku-Białej, przy pl. Ratuszowym, w sąsiedztwie gmachu ratusza. Rozebrany w 1972 roku.

## Historia
Obiekt powstał w 1913 roku i był drugim kinem w mieście, po sali w hotelu Kaiser-Hof otwartej w 1896 r. Zaprojektował go Artur Corazza z morawskiej Igławy, łącząc elementy neobarokowe i secesyjne. Miał rzut prostokąta. Wnętrze sali projekcyjnej i elewację formowały opływowe linie, a całość przykrywał nieregularny, mansardowy dach. Kinoteatr mieścił 526 osób, zasiadających w fotelach na sali i jedenastu lożach (sześciu po bokach i pięciu naprzeciw sceny z ekranem).
Po II wojnie światowej nadano kinu nazwę Wanda. W 1972 r., wskutek źle przeprowadzonego remontu, naruszona została konstrukcja budynku i w konsekwencji został rozebrany.